# Leandrinho (Fußballspieler, 1998)
Leandrinho, bürgerlich Leandro Henrique do Nascimento (* 11. Oktober 1998 in Ribeirão Claro), ist ein brasilianischer Fußballspieler. Er steht seit 2020 bei Red Bull Bragantino unter Vertrag und wird meist auf den offensiven Flügel eingesetzt.

## Karriere
Zur Spielzeit 2015 stieg er in die erste Mannschaft von AA Ponte Preta auf und debütierte am 25. Juni 2015 in der Série A beim Spiel gegen Fluminense Rio de Janeiro. Bei der 0:2-Niederlage wurde er in der 77. Minute für Renato Cajá eingewechselt. Sein einziges Tor für Ponte Preta in einen Pflichtspiel erzielte er am 20. August 2015 in der Copa Sudamericana 2015 beim Spiel gegen Chapecoense. Nachdem er in der 57. Minute für Felipe de Oliveira Silva eingewechselt wurde, erzielte er in der 88. Minute den 1:1-Endstand. In der Winterpause der Saison 2016/17 wechselte er nach Italien in die Serie A zur SSC Neapel. Im August 2019 wurde Leandrinho in seine Heimat an Atlético Mineiro für ein Jahr ausgeliehen. In der Meisterschaft 2018 kam er zu drei Einsätzen und in der Staatsmeisterschaft von Minas Gerais 2019 zu sechs (keine Tore). In der Zeit vom Mai bis zu seiner Rückkehr zu Neapel im Juli, kam er in der Meisterschaft 2019 zu keinen Einsätzen.

### Nationalmannschaft
Mit der U-17-Auswahl Brasiliens konnte Leandrinho am 29. März 2015 den Gewinn der U-20-Fußball-Südamerikameisterschaft 2023 feiern. In acht von neun möglichen Spielen erzielte er dabei acht Tore und wurde Torschützenkönig.

## Erfolge
- U-20-Fußball-Südamerikameisterschaft: 2023

## Auszeichnungen
Brasilien U20
- Torschützenkönig U-17-Fußball-Südamerikameisterschaft: 2015